# Випфраталь
Випфраталь (нем. Wipfratal) — община в Германии, в земле Тюрингия.
Входит в состав района Ильм. Население составляет 2834 человека (на 31 декабря 2010 года). Занимает площадь 49,80 км².
Коммуна подразделяется на 12 сельских округов.

## Население
| Год  | Численность | Численность |
| ---- | ----------- | ----------- |
| 2015 | 2880        |             |
| 2017 | 2907        | [ 1 ]       |